# Synallaxe du Roraima
Synallaxis kollari
Espèce
Statut de conservation UICN

 CR A3c : 
En danger critique
Le Synallaxe du Roraima (Synallaxis kollari) est une espèce de passereaux de la famille des Furnariidae.

## Répartition
Cet oiseau peuple les rivages du rio Branco et ses affluents.
Son aire s'étend à travers l'état du Roraima et dans trois états du Guyana, le Haut-Takutu-Haut-Essequibo, le Potaro-Siparuni et le Haut-Demerara-Berbice.

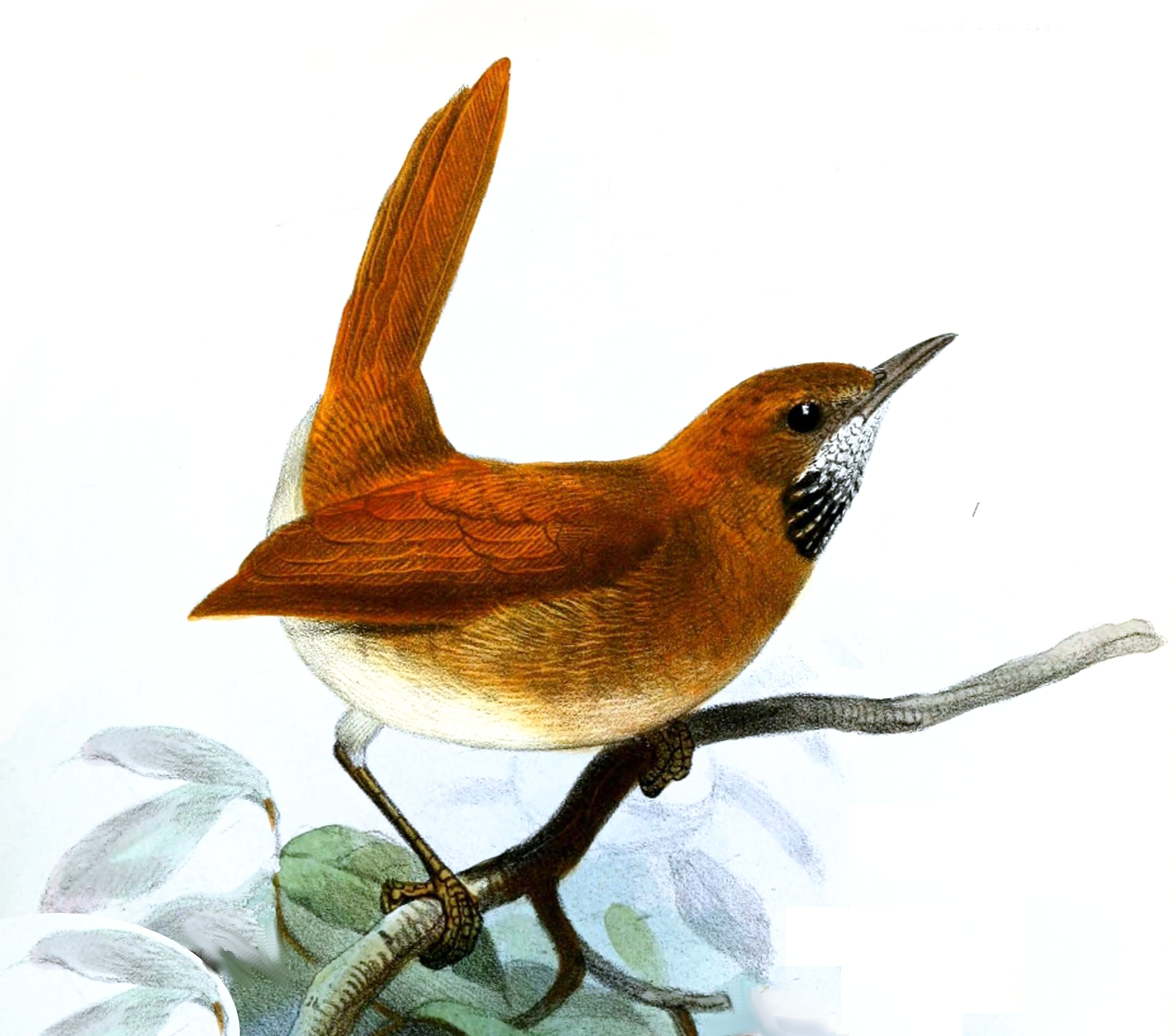
Dessin de Joseph Smit, en 1874.